# Старые песни о главном
«Старые песни о главном» — музыкальный фильм, первая часть известного телевизионного цикла. Премьера состоялась в ночь с 31 декабря 1995 года на 1 января 1996 года на телеканале ОРТ. В дальнейшем вплоть до середины 2000-х фильм повторялся «Первым каналом» в дни праздников. Также демонстрировался 15 марта 2015 года, 3 января 2020 года и 7 января 2022 года.

## Сюжет
Действие происходит в советском колхозе (об этом в самом начале фильма сообщает закадровый голос Юрия Яковлева). В основе ленты — сюжетные мотивы популярной комедии «Кубанские казаки». Время действия: послевоенные годы. В фильме сделана оговорка, что место действия неизвестно, однако по стилю одежды (папахи, вышиванки) и манере разговора героев можно сделать вывод, что действие происходит на Кубани. 
Показывается один день из жизни деревни. Молодые люди ухаживают за девушками, девушки сомневаются, фронтовики вспоминают военное прошлое. На каждый случай есть своя песня.

## Отзывы критиков
Александр Морсин (ТАСС) в своей статье «Почему „Старые песни о главном“ не стареют» назвал первую часть новой точкой отсчёта новогодних телепередач и примиряющим взглядом в сторону СССР, отметив удачно подобранные интонации музыкальной ретроспективы, подбор песен и отсутствие разительных несовпадений типажей и характеров.

## В ролях
- Алёна Апина — Алёна, звеньевая полеводческой бригады
- Олег Газманов — тракторист
- Наташа Королёва — Наташа Королёва, дочь председателя колхоза
- Леонид Агутин — Лёня, шофёр грузовика
- Лада Дэнс — разбитная разведёнка
- Гарик Сукачёв — досрочно освобождённый
- Андрей Макаревич — Вадимыч, пасечник-пенсионер
- Кристина Орбакайте — Кристина, девушка на выданье
- Владимир Пресняков-младший — Володя, демобилизованный
- Бари Алибасов — Бари Каримович, бригадир косарей
- София Ротару — Софья Михайловна, бригадир-ударница
- Филипп Киркоров — Филя, шабашник с юга
- Александр Малинин — Малина, пастух
- Алёна Свиридова — Алёна, учительница
- Лев Лещенко — Лев Валерьянович, дачник
- На-на — бригада косарей
- Лариса Долина — заведующая сельпо
- Ирина Отиева — продавщица сельпо
- Сергей Мазаев — животновод
- Николай Фоменко — Коля, животновод
- Виктор Рыбин — животновод
- Игорь Николаев — Игорь, парень в лодке
- Анжелика Варум — Анжелика, девушка в лодке
- Богдан Титомир — Богдан, выпускник ПТУ
- Николай Расторгуев — Николай Вячеславович Расторгуев, председатель колхоза
- Леонид Якубович — водитель междугороднего автобуса (нет в титрах)
- Юрий Яковлев — текст от автора (нет в титрах)

## Съёмочная группа
- Режиссёр-постановщик — Дмитрий Фикс.
- Оператор-постановщик — Андрей Макаров.
- Художник-постановщик — Александр Попов.
- Художник по костюмам — Алина Будникова.
- Художник по гриму — Нина Колодкина.
- Монтаж — Игорь Медведев, Дмитрий Менялин.
- Аранжировка — Феликс Ильиных.
- Звукозапись — Самвел Оганесян.
- Музыкальный продюсер — Александр Кутиков.
- Артистический продюсер — Татьяна Пушкина.
- Исполнительный продюсер — Вера Малышева.
- Продюсер — Константин Эрнст

## CD-издание
1. Наташа Королёва, Лада Дэнс, Алёна Апина — Вот кто-то с горочки спустился
2. Лев Лещенко — Почему ж ты мне не встретилась? (из фильма «Разные судьбы»)
3. Алёна Апина, Лада Дэнс — На побывку едет молодой моряк
4. Филипп Киркоров — Я встретил девушку (из одноимённого фильма)
5. Лариса Долина, Ирина Отиева — Хорошие девчата (из фильма «Девчата»)
6. Леонид Агутин — Песня о шофёре (из фильма «Там, где кончается асфальт»; бэк-вокал исполнял Владимир Пресняков-младший)
7. Александр Малинин — Ты ждёшь, Лизавета (из фильма «Александр Пархоменко»)
8. Игорь Николаев — Зоренька
9. Гарик Сукачёв — Я милого узнаю по походке
10. София Ротару — Каким ты был (из фильма «Кубанские казаки»)
11. Андрей Макаревич — Лейся, песня, на просторе (из фильма «Семеро смелых»)
12. Богдан Титомир — Червона рута
13. Николай Фоменко, Сергей Мазаев и Виктор Рыбин — На поле танки грохотали (из фильма «На войне как на войне»)
14. Анжелика Варум — Ой, цветёт калина (из фильма «Кубанские казаки»)
15. Николай Расторгуев — Спят курганы тёмные (из фильма «Большая жизнь»)
16. Группа «На-На» — Потому что мы пилоты (из фильма «Небесный тихоход»)
17. Олег Газманов — Куплеты Курочкина (из фильма «Свадьба с приданым»)
18. Кристина Орбакайте — Бежит река (из спектакля «Без креста»)
19. Владимир Пресняков-младший — На крылечке твоём (из фильма «Свадьба с приданым»)
20. Алёна Свиридова — Одинокая гармонь
21. Все участники — Будьте здоровы, живите богато (перевод на русский белорусской песни «Бывайце здаровы»)